# Dan Petrescu
Dan Vasile Petrescu (Bucarest, Rumania, 22 de diciembre de 1967) es un exfutbolista y entrenador rumano. Actualmente se desempeña como entrenador del CFR Cluj de la Liga I de Rumania.

## Biografía

### Carrera como jugador
Desarrolló su carrera deportiva como defensa lateral derecho eficiente en tareas defensivas, pero a la vez muy eficaz y de  carácter ofensivo, con un chut muy potente, buen regate, que le permitía jugar como mediocampista diestro.
Se formó en las divisiones inferiores del CSA Steaua de Bucarest, de su ciudad natal, donde fue creciendo hasta debutar en la Primera División de Rumania, en el partido FCM Braşov 2 - 2 CSA Steaua de Bucarest. En la campaña siguiente jugó en calidad de cedido en el FC Olt Scornicesti, y al año siguiente regresó al Steaua, donde ganó 3 veces la liga rumana, y fue artífice de la llegada del conjunto de Bucarest a su segunda final de Copa de Europa, en 1989, si bien cayeron ante el AC Milan por 4-0. Petrescu en esos años jugaba con otros grandes de su país, como Victor Piţurcă, Marius Lăcătuş; Gheorghe Hagi; Miodrag Belodedici y otros. Pasó en 1991 al Foggia Calcio, y en 1993 jugó en el Genoa.
En 1994, Petrescu emigró a Inglaterra, al Sheffield Wednesday FC, pero al año siguiente, el Chelsea FC se hizo con sus servicios. El defensor rumano fue una de las piezas fundamentales en la consecución de las Copas inglesas, en 1997 y en el 2000; la Recopa en 1998, y la Supercopa de Europa, en el año 1998.
Pasó luego por el Bradford City FC, el Southampton FC y el FC Naţional Bucureşti, donde en 2003 acabó su carrera de futbolista profesional.

### Selección nacional
Con la selección rumana jugó el Mundial de Estados Unidos 1994, llegando a cuartos de final, en donde caerían ante Suecia que sería tercera del torneo. Esa Rumanía sería una de las revelaciones del torneo, con un juego atractivo para el espectador, dirigida por Iordanescu y comandada por jugadores de la talla de Hagi, Popescu, Raduciou, Belodedici y el propio Petrescu. Anotó un gol en primera fase ante el anfitrión, victoria 1-0. Jugaría también la Eurocopa 1996 en Inglaterra, en la que se eliminaría en primera fase, en el grupo de la muerte en el que estaban España, Francia y Bulgaria. En el Mundial de Francia 1998 volvieron a ser primeros de su grupo.  Petrescu anotó un gol agónico en la gran victoria sobre Inglaterra en primera fase en el minuto 90' ganando 2-1, ya en octavos serían eliminados por Croacia 1-0 con gol de penal de Suker, que acabaría siendo tercera del torneo. Y su último torneo sería la Eurocopa 2000, en la que se clasificarían para cuartos de final, cayendo ante Italia, que sería segunda del torneo.

### Carrera como entrenador
Desde 2007 a 2009 entrenaría al Unirea Urziceni, equipo de la 1.ª división rumana (Liga I) al cual llevaría a disputar la Liga de Campeones de la UEFA 2009-10. 
A finales de 2009, firmaría con el FC Kubán Krasnodar, equipo de la 2ª división rusa en aquel momento y que consiguió ascender. En 2011 consiguió meter al equipo en los playoff por el título. En 2016, dimitió de su cargo.

### Participaciones en torneos internacionales
| Mundial              | Sede              | Resultado        | Partidos | Goles |
| -------------------- | ----------------- | ---------------- | -------- | ----- |
| Copa Mundial de 1994 | Estados Unidos    | Cuartos de final | 5        | 1     |
| Copa Mundial de 1998 | Francia           | Octavos de final | 4        | 1     |
| Eurocopa 1996        | Inglaterra        | Cuartos de final | 3        | 0     |
| Eurocopa 2000        | Bélgica y Holanda | Primera Ronda    | 4        | 0     |

## Clubes

### Jugador
| Club                | Año       | Partidos | Goles |
| ------------------- | --------- | -------- | ----- |
| Steaua Bucarest     | 1986–1991 | 95       | 26    |
| Foggia Calcio       | 1991–1993 | 55       | 7     |
| Genoa CFC           | 1993–1994 | 24       | 1     |
| Sheffield Wednesday | 1994–1995 | 39       | 3     |
| Chelsea FC          | 1995–2000 | 152      | 17    |
| Bradford City       | 2000–2001 | 17       | 1     |
| Southampton         | 2001–2002 | 11       | 2     |
| Naţional Bucarest   | 2002–2003 | 20       | 0     |

### Entrenador
| Club                      | Periodo   |
| ------------------------- | --------- |
| Sportul Studențesc        | 2003      |
| Rapid Bucarest            | 2003–2004 |
| Sportul Studențesc        | 2004–2005 |
| Wisła Kraków              | 2005–2006 |
| Unirea Urziceni           | 2006–2009 |
| Kuban Krasnodar           | 2009–2012 |
| Dinamo Moscú              | 2012–2014 |
| Al-Arabi                  | 2014      |
| ASA Tîrgu Mureș           | 2015      |
| Jiangsu Suning            | 2015–2016 |
| Kuban Krasnodar           | 2016      |
| Al Nasr SC                | 2016–2017 |
| CFR Cluj                  | 2017–2018 |
| Guizhou Hengfeng          | 2018–2019 |
| CFR Cluj                  | 2019–2021 |
| Kayserispor               | 2021      |
| CFR Cluj                  | 2021–2023 |
| Jeonbuk Hyundai Motors FC | 2023–2024 |
| CFR Cluj                  | 2024–Act. |

## Palmarés

### Como jugador
Steaua Bucarest
- Divizia A:  1985–86, 1987–88, 1988–89
- Copa de Rumania: 1987, 1988, 1989
- Copa de Europa subcampeón:  1989

Chelsea
- FA Cup: 1997
- League Cup: 1998
- Recopa: 1998
- Supercopa de Europa: 1998

Naţional Bucarest
- Copa de Rumania subcampeón: 2003

### Como entrenador
Wisła Kraków
- Ekstraklasa subcampeón: 2005–06

Unirea Urziceni
- Liga I: 2008–09
- Copa de Rumania subcampeón: 2008

Kuban Krasnodar
- Primera División de Rusia: 2010

ASA Tîrgu Mureș
- Supercopa de Rumanía: 2015

Jiangsu Suning
- Copa de China: 2015

CFR Cluj
- Liga I: 2017-18, 2018-19, 2019-20